# Лейопельма Гамильтона
Лейопельма Гамильтона (лат. Leiopelma hamiltoni) — новозеландская лягушка из рода лейопельм. Названа в честь Гарольда Гамильтона.

## Описание
Небольшая амфибия длиной до 43 мм для самцов и 49 мм для самок. Цвет преимущественно коричневый, иногда встречаются особи зелёного цвета. Перепонки на задних лапах или отсутствуют, или слабо развиты. Внешние барабанные перепонки отсутствуют. На спине имеется несколько рядов желёз, выделяющих защитный секрет.

## Ареал
Данный вид населяет острова Стивенса и Мод в области Марлборо Саундс. Находимые останки свидетельствуют, что ранее вид был более широко распространён — в том числе в таких областях, как Уайтома, Хокс-Бей, Уэрарапа и северо-запад области Нельсона.

## Образ жизни
Лягушки ведут преимущественно ночной образ жизни, днём укрываясь среди корней деревьев и под валунами.